# Crossopalpus bonomettoi
Crossopalpus bonomettoi är en tvåvingeart som beskrevs av Raffone 1984. Crossopalpus bonomettoi ingår i släktet Crossopalpus och familjen puckeldansflugor. Inga underarter finns listade i Catalogue of Life.